# Стояти рівно
«Стояти рівно» (фр. Rester vertical) — французький драматичний фільм, знятий Аленом Гіроді. Світова прем'єра стрічки відбулась 12 травня 2016 року на Каннському кінофестивалі. Фільм розповідає про кінорежисера, який самотужки виховує дитину і шукає натхнення для свого нового фільму.

## У ролях
- Лоре Келамі — Міранде
- Деміен Боннар — Лео
- Індія Гейр — Марі
- Крістіан Буйєтт — Марсель

## Нагороди та номінації
| Список нагород та номінацій | Список нагород та номінацій | Список нагород та номінацій | Список нагород та номінацій | Список нагород та номінацій | Список нагород та номінацій |
| Кінопремія                  | Дата церемонії              | Категорія                   | Номінант(и)                 | Результат                   | Дж                          |
| --------------------------- | --------------------------- | --------------------------- | --------------------------- | --------------------------- | --------------------------- |
| Каннський кінофестиваль     | 22 травня 2016              | «Золота пальмова гілка»     | «Стояти рівно»              | Номінація                   |                             |
| Премія «Люм'єр»             | 30 січня 2017               | Найкращий фільм             | «Стояти рівно»              | Номінація                   | [ 3 ] [ 4 ]                 |
| Премія «Люм'єр»             | 30 січня 2017               | Найкращий режисер           | Ален Гіроді                 | Номінація                   | [ 3 ] [ 4 ]                 |
| Премія «Люм'єр»             | 30 січня 2017               | Найкращий актор             | Деміен Боннар               | Перемога                    | [ 3 ] [ 4 ]                 |
| Премія «Люм'єр»             | 30 січня 2017               | Найкращий сценарій          | Ален Гіроді                 | Номінація                   | [ 3 ] [ 4 ]                 |
| Премія «Сезар»              | 24 лютого 2017              | Найкраща режисерська робота | Ален Гіроді                 | Номінація                   | [ 5 ]                       |
| Премія «Сезар»              | 24 лютого 2017              | Найперспективніший актор    | Деміен Боннар               | Номінація                   | [ 5 ]                       |